# Szczepan Kurzeja
Szczepan Edward Kurzeja (ur. 12 grudnia 1950 w Radomiu) – polski fotograf, jest członkiem rzeczywistym Stowarzyszenia Twórców Fotoklubu Rzeczypospolitej Polskiej w Warszawie z tytułem artysty fotografa (fotografika).
Za osiągnięcia w twórczości fotograficznej Międzynarodowa Federacja Sztuki Fotograficznej przyznała mu w 2014 roku honorowy tytuł artysty Międzynarodowej Federacji Sztuki Fotograficznej (AFIAP).

## Działalność
W 1973 roku został członkiem Radomskiego Towarzystwa Fotograficznego. Zawodowo jest związany z fotografią od 1975 roku.
W latach 1976–1983 działał w Fotograficznej Grupie Twórczej KONTUR, której był współzałożycielem. Członkowie tej grupy, z sukcesami pokazywali swoje prace na wielu wystawach zbiorowych i indywidualnych. W latach 1974–2017 uczestniczył w wielu wystawach fotograficznych w kraju i za granicą. Jego prace zaprezentowano w Almanachu (1995–2017), wydanym przez Fotoklub Rzeczypospolitej Polskiej Stowarzyszenie Twórców, w 2017 roku.

## Twórczość
Trzy wystawy indywidualne:
- 1982 – Jaki to styl?[5];
- 1987 – Świat samochodów;
- 1989 – Wystawa retrospektywna;

## Odznaczenia
- Medal „Za Zasługi dla Fotografii Polskiej” (2018)[6];

## Nagrody i wyróżnienia

### Lata 1974–1990
W latach 1974–1990 brał udział w wielu konkursach i wystawach na terenie Radomia i Polski. Między innymi:
- 1975 – XIII wystawa fotografii artystycznej Radom – I nagroda;
- 1977 – Ogólnopolska wystawa fotograficzna Konfrontacja 77 – wyróżnienie;
- 1979 – Ogólnopolska wystawa fotograficzna Konfrontacja 79 – I nagroda;
- 1984 – Ogólnopolskie prezentacje zestawów autorskich Młodzi we współczesnym świecie – zapis socjologiczny – Bielsko-Biała, Czechowice-Dziedzice;
- 1987 – 10 Biennale Krajobrazu Polskiego, Kielce – wyróżnienie;
- 1987 – 10 Biennale Krajobrazu Polskiego, Kielce – dyplom FASFwP;

### Lata 2011–2017
W latach 2011–2014 wziął udział w ponad 40 wystawach międzynarodowych, gdzie do ekspozycji przyjęto około 100 jego prac. Między innymi:
- 5. Międzynarodowy Salon Martwa natura w fotografii Częstochowa 2011- nagroda główna, Nagroda Prezydenta Miasta Częstochowy,
- XVI Biennale Plakatu Fotograficznego VII Konkurs Międzynarodowy,
- IV przegląd fotografii światowej w Bielsku-Białej – FotoArtFestival 2011,
- 21.Trierenberg Super Circuit & Special Themes Circuit 2012,
- 7th International Exhibition of Photography Ecological Truth 2012- Bronze SALON medal[7],
- 2012 International Photography Awards USA – 4 wyróżnienia[8],
- 2013 International Photography Awards USA – 9 wyróżnień[9],
- 36th INTERNATIONAL EXHIBITION OF PHOTOGRAPHY CHILD 2012 – Gold PSA medal[10],
- V przegląd fotografii światowej w Bielsku-Białej – FotoArtFestival 2013,
- 2014 Nadanie przez Międzynarodową Federację Sztuki Fotograficznej FIAP (Fédération Internationale de l’Art Photographique), tytułu: Artiste FIAP (AFIAP).
- 2015 FIAP in my heart forever, 1 Projected images International photo event został wyróżniony Dyplomem Uznania,
- 2016 International Photography Awards USA – wyróżnienie w projekcie Family of Men, Love w kategorii professional za zdjęcie When a man loves woman,
- 2017 International Photography Awards USA – wyróżnienie w projekcie Climate Change, Air w kategorii professional za zdjęcie Red alert.

Jego zdjęcia znalazły się w kolekcji Miejskiej Galerii Sztuki w Częstochowie i w kolekcji Artystyczne Dziedzictwo FIAP – Paryż, Francja.